# Robbert de Vos
Robbert de Vos (Spijkenisse, 26 maggio 1996) è un ex calciatore olandese, di ruolo centrocampista.

## Caratteristiche tecniche
È un centrocampista centrale.

## Carriera
Ha esordito in Eredivisie il 20 ottobre 2018 disputando con l'Emmen l'incontro perso 6-0 contro il PSV.

## Statistiche
Statistiche aggiornate al 29 ottobre 2019.

### Presenze e reti nei club
| Stagione        | Squadra         | Campionato      | Campionato | Campionato | Coppe nazionali | Coppe nazionali | Coppe nazionali | Coppe continentali | Coppe continentali | Coppe continentali | Altre coppe | Altre coppe | Altre coppe | Totale | Totale | Totale |
| Stagione        | Squadra         | Comp            | Pres       | Reti       | Comp            | Pres            | Reti            | Comp               | Pres               | Reti               | Comp        | Pres        | Reti        | Pres   | Reti   |        |
| --------------- | --------------- | --------------- | ---------- | ---------- | --------------- | --------------- | --------------- | ------------------ | ------------------ | ------------------ | ----------- | ----------- | ----------- | ------ | ------ | ------ |
| 2018-2019       | Emmen           | ED              | 3          | 0          | CO              | 1               | 0               |                    | -                  | -                  |             | -           | -           | 4      | 0      |        |
| 2019-2020       | Emmen           | ED              | 3          | 0          | CO              | 0               | 0               |                    | -                  | -                  |             | -           | -           | 3      | 0      |        |
| Totale carriera | Totale carriera | Totale carriera | 6          | 0          |                 | 1               | 0               |                    | -                  | -                  |             | -           | -           | 7      | 0      |        |